# ماركوس كاري
ماركوس كاري (بالإنجليزية: Markus Curry)‏ هو لاعب كرة قدم أمريكية أمريكي، ولد في 7 أبريل 1981 في ديترويت في الولايات المتحدة.

## وصلات خارجية
- ماركوس كاري على موقع مرجع كرة القدم المحترفة.كوم (الإنجليزية)